# Eric Mabius
Eric Harry Timothy Mabius, né le 22 avril 1971 à Harrisburg, en Pennsylvanie (États-Unis), est un acteur américain. 
Après quelques rôles secondaires au cinéma et des apparitions à la télévision, il accède à la notoriété par le rôle de Daniel Meade dans la série télévisée plébiscitée Ugly Betty (2006-2010). 
Dès lors, il joue dans de nombreux téléfilms dont il est la vedette.

## Biographie
Eric est né à Harrisburg en Pennsylvanie. Il a des origines irlandaises, autrichiennes et polonaises de par ses parents, Elizabeth et Craig Mabius. Il a grandi dans le Massachusetts avec son frère aîné, Craig. 
Il étudie les arts de la scène et la sculpture au Sarah Lawrence College, dans l'État de New York. Il enchaîne ensuite les rôles dans diverses pièces de théâtre.

### Vie privée
En janvier 2006, il épouse Ivy Sherman avec qui il a deux fils : Maxfield Elliot (né le 24 juin 2006) et Rylan Jaxson (né le 7 décembre 2008).

## Carrière

### Débuts de carrière et révélation

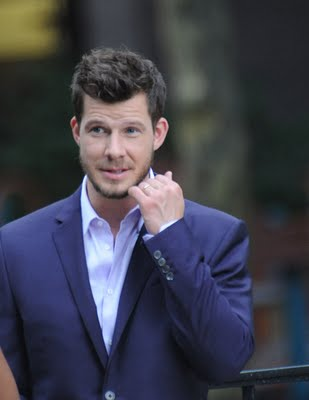
Sur le tournage de la série Ugly Betty.

En 1994, il auditionne afin de jouer dans The Crow mais le rôle est finalement attribué à Michael Massee. 
Sa carrière d'acteur débute en 1995 lorsqu'il décroche son premier rôle dans un film indépendant, Bienvenue dans l'âge ingrat, de Todd Solondz. S'ensuivent divers petits rôles au cinéma (Black Circle Boys, Lawn dogs) dans lesquels il démontre son potentiel, et à la télévision (La Vie à tout prix, La Vie à cinq).
En 1997, il participe au casting de Scream 2 mais il n'est pas retenu.
En 1999, il apparaît aux côtés de Sarah Michelle Gellar et Ryan Phillippe dans le film Sexe intentions, une version moderne des Liaisons dangereuses. 
L'année suivante, il obtient son premier rôle principal dans The Crow 3: Salvation avec Kirsten Dunst.  C'est le 3e film de la saga débutée avec The Crow (1994). Pour tester le film, le distributeur américain Miramax diffuse le film dans une seule salle de Spokane. Miramax envisage alors une sortie directement en vidéo à la suite d'un accueil mitigé. Certains sites Internet de fans de The Crow appelleront au boycott de certains films de Miramax pour l'inciter à sortir le film dans des salles du reste du pays. Cela n'empêchera finalement pas le film de ne sortir qu'en vidéo par la suite.
En 2002, il donne la réplique à Milla Jovovich dans le premier volet de Resident Evil. Le film s'inspire partiellement des jeux vidéo éponymes de Capcom : Resident Evil. C'est un succès au box-office ce qui génère une série de films très lucrative. L'acteur réapparaîtra en flash-back dans deux suites de cette saga. Cette même année, il joue dans le téléfilm Souvenirs d'amour avec Jacqueline Bisset. 
En 2004, il interprète le rôle de Tim Haspel dans The L Word, série télévisée relatant la vie d'un groupe d'amies lesbiennes à Los Angeles. Il y tient un rôle récurrent dans la première saison, puis épisodique dans les saisons 2, 3 et 6. 
Dans le même temps, il joue dans plusieurs épisodes d'une autre série qui rencontre le succès, Newport Beach.  
De 2006 à 2010, il fait partie du casting principal de la série télévisée Ugly Betty, adaptation américaine de la telenovela colombienne Yo soy Betty, la fea. Il y interprète le rôle Daniel Meade, rédacteur en chef volage d'un magazine de mode à New York. C'est un playboy héritier de l'empire Meades Publication qui est, dans un premier temps, difficile avec son assistante avant de finalement se lier d'amitié avec l'héroïne.  
Notamment produite par l'actrice Salma Hayek, la série suit le parcours d'une fille au physique peu conventionnel dans un prestigieux magazine de mode. C'est un véritable succès d'audiences, la série reçoit d'excellentes critiques et décroche plusieurs nominations et récompenses à de prestigieuses cérémonies. L'ensemble du casting est par exemple, nommé lors de la quatorzième cérémonie des Screen Actors Guild Awards. 

### Télévision, production et rôles réguliers

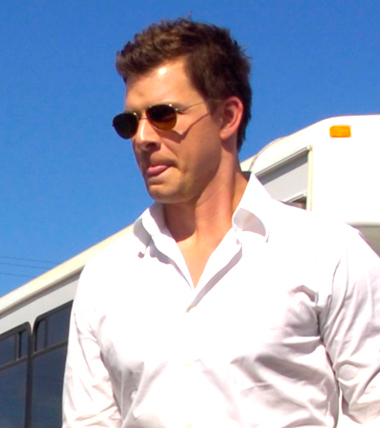
Eric Mabius en 2008.

Après ce succès au premier plan, l'acteur fait quelques apparitions dans des séries installées comme Chase, Scandal et Blue Bloods.   
En 2011, il doit tenir le rôle d'un shérif amoureux transi dans une série télévisée intitulée Bird Dog mais le projet ne dépasse pas le stade de pilote. Il devait y tenir la vedette aux côtés d'Eliza Dushku puis finalement Ashley Williams.   
Il ne parvient cependant pas à retrouver un rôle d'envergure mais joue dans plusieurs épisodes d'Outcasts et tourne de nombreux téléfilms.  
De 2013 à 2018, il a incarné le rôle d'Oliver O'Toole dans Signed, Sealed, Delivered, une série de téléfilms d'Hallmark Channel, dont il est le premier rôle masculin,,,.  
En parallèle, en 2015, il intervient dans quelques épisodes de Chicago Fire.  
En 2018, il poursuit son partenariat avec Hallmark et il produit le téléfilm Destination Noël dans lequel il partage la vedette aux côtés de Jennifer Finnigan. C'est un succès d'audience en France et aux États-Unis lors de sa première diffusion.   
En 2019, il interprète un arbitre de NBA, dans le film indépendant Inside Game réalisé par Randall Batinkoff. Le film est notamment présenté au Festival du film de San Diego.  

## Filmographie

### Cinéma
- 1995 : Bienvenue dans l'âge ingrat (Welcome to the Dollhouse) de Todd Solondz : Steve Rodgers
- 1995 : The Journey of August King de John Duigan : Hal Wright
- 1996 : I Shot Andy Warhol de Mary Harron : Révolutionnaire
- 1997 : Black Circle Boys de Matthew Carnahan : Shane Carver
- 1997 : A Gun for Jennifer de Todd Morris : Patron du bar
- 1997 : Lawn Dogs de John Duigan : Sean Torrance
- 1998 : Around the Fire de John Jacobsen : Andrew
- 1999 : Splendeur (Splendor) de Gregg Araki : Ernest
- 1999 : The Minus Man d'Hampton Fancher : Gene
- 1999 : Sexe Intentions (Cruel Intentions) de Roger Kumble : Greg McConnell
- 1999 : Wirey Spindell d'Eric Schaeffer : Wirey, à 17 ans
- 2000 : The Crow 3 : Salvation de Bharat Nalluri : Alex Corvis / The Crow
- 2001 : Séduction fatale (London Fields) de Bill Bennett : Ted
- 2001 : On the Borderline de Michael Oblowitz : Luke
- 2002 : Resident Evil de Paul W. S. Anderson : Matthew Addison
- 2003 : The Extreme Team de Leslie Libman : Darby
- 2003 : The Job de Kenny Golde : Rick
- 2004 : Resident Evil : Apocalypse d'Alexander Witt : Matthew Addison (flash-back)
- 2005 : Reeker de Dave Payne : Radford
- 2005 : Venice Underground de Eric DelaBarre : Danny
- 2011 : Where the Road Meets the Sun de Mun Chee Yong : Blake
- 2012 : Price Check de Michael Walker : Pete Cozy
- 2013 : Shen qi de Sherwood Hu : Frank Miller
- 2019 : Inside Game de Randall Batinkoff : Tim

### Télévision

#### Séries télévisées
- 1997 : La Vie à tout prix (Chicago Hope) : Zeb Moser
- 1998 : MillenniuM : Samiel
- 1999 : La Vie à cinq (Party of Five) : Brian Stilman
- 2000 : La Famille Green (Get Real) : Andrew Clark
- 2000 : Popular : Coach Casey Krupps
- 2003 : Fastlane : Trey
- 2004 - 2009 : The L Word : Tim Haspel
- 2005 - 2007: Eyes : Jeff McCann
- 2005 : Newport Beach (The O.C.) : Jack Hess
- 2006 : Les Experts : Miami (CSI : Miami) : Agent Perry
- 2006 - 2010 : Ugly Betty : Daniel Meade
- 2011 : Outcasts : Julius Berger
- 2011 : Chase : Justin Tate
- 2012 : The Client list : Ray
- 2012 : Franklin & Bash : Ted Rossi
- 2012 : Political Animals : Gary
- 2013 : Scandal : Peter Caldwel
- 2013 : Blue Bloods : Richard Rorke
- 2013 - 2018 : Signed, Sealed, Delivered : Oliver O'Toole
- 2015 : Chicago Fire : Jack Nesbitt

#### Téléfilms
- 1996 : Harvest of Fire d'Arthur Allan Seidelman : Sam Hostetler
- 1996 : On Seventh Avenue de Jeff Bleckner : Bass Player
- 2002 : Souvenirs d'amour (Dancing at the Harvest Moon) de Bobby Roth : John Flemming
- 2005 : Voodoo Moon de Kevin VanHook : Cole
- 2006 : La Course au mariage (A Christmas Wedding) de Michael Zinberg : Ben
- 2007 : Un amour de loup-garou (Nature of the Beast) de Rodman Flender : Donovan
- 2012 : L'Amour en 8 leçons (How to fall in Love) de Mark Griffiths : Harold White
- 2013 : Le Rôle de sa vie (Reading Writing & Romance) de Ernie Barbarash : Wayne Wenders
- 2018 : Destination Noël (Welcome to Christmas) de Gary Harvey : Gage McBride (également producteur exécutif)
- 2019 : Une histoire d'amour à Noël (It's Beginning to Look a Lot Like Christmas) de David Weaver : Liam Clark (également producteur exécutif)

## Distinctions

### Récompenses
- 2011 : VC FilmFest - Los Angeles Asian Pacific Film Festival : Meilleure distribution pour Where the Road Meets the Sun
- 2013 : Chinese American Film Festival : Meilleur acteur dans un second rôle pour Shen qi
- 2019 : San Diego Film Festival : Meilleure distribution pour Inside Game
- 2019 : Downton Film Festival Los Angeles : Meilleure distribution pour Inside Game

### Nominations
- 2007 : Gold Derby Awards : Meilleure distribution de l'année pour Ugly Betty
- 2007 : Screen Actors Guild Awards : Meilleure distribution pour une série télévisée comique dans Ugly Betty
- 2008 : Screen Actors Guild Awards : Meilleure distribution pour une série télévisée comique dans Ugly Betty
- 2008 : Prism Award : Meilleur acteur dans une série télévisée comique pour Ugly Betty
- 2019 : San Diego Film Festival : Meilleur film pour Inside Game